# Rovfisk
Rovfisk er fisk, der lever af at æde andre fisk, insekter og dyr. De lever i vandløb, søer og/eller havområder.
Eksempler på rovfisk, der lever i Danmark, er gedde og aborre.
Eksempler på større rovfisk, er : Haj og tun.